# معرض قلنديا الدولي
معرض قلنديا الدولي هو حدث فني معاصر وبينالي يقام كل عامين في المدن والقرى الفلسطينية. تأسس في 2012، ويعتبر تجمع لمنظمات فنية وثقافية فلسطينية ودولية تتعاون لإنتاج المعارض والعروض واللقاءات وعروض الأفلام وورش العمل والجولات.
يتزامن معرض قلنديا الدولي مع «معرض القدس»، وهو حدث ثقافي تنظمه مؤسسة المعمل للفن المعاصر في البلدة القديمة، وجائزة الفنان الشاب التي تنظمها مؤسسة عبد المحسن القطان وتمنح كل سنتين للفنانين الفلسطينيين تحت سن الثلاثين.

## تاريخه

### قلنديا 2012
صُمم معرض قلنديا الدولي الافتتاحي كوسيلة لإنشاء بنية تحتية تدعم الممارسة الثقافية في جميع أنحاء فلسطين والشتات. أُقيم المعرض في الفترة من 1 إلى 15 نوفمبر 2012 تحت عنوان «فلسطين فن وحياة»، وشارك في إنتاجه مؤسسة المعمل للفن المعاصر في القدس (التي كانت تنتج معرض القدس منذ 2007)، ومؤسسة حوش الفن الفلسطيني، والأكاديمية الدولية للفنون في فلسطين، ومؤسسة عبد المحسن القطان، ومركز خليل السكاكيني الثقافي، ورواق مركز المعمار الشعبي.

### قلنديا 2014
أقيمت النسخة الثانية من معرض قلنديا الدولي في الفترة من 22 أكتوبر إلى 15 نوفمبر 2014، تحت عنوان «الأرشيف حياة ومشاركة». وشهدت مشاركة المتحف الفلسطيني كشريك والذي استضاف معرضاً استقصائياً وثائقياً بعنوان «مقدمة إلى المتاحف الفلسطينية». ومن بين الشركاء الآخرين مؤسسة عبد المحسن القطان، وجمعية الثقافة العربية، وحوش الفن الفلسطيني، والمشغل، والأكاديمية الدولية للفنون في فلسطين، ومركز خليل السكاكيني الثقافي، ورواق مركز المعمار الشعبي، وبلدية رام الله، ومشاريع من راسي، ومجموعة التقاء، وشبابيك للفن المعاصر.
لم يتمكن «منام»، أحد المعارض الرئيسية، الذي نظمته جمعية الثقافة العربية في حيفا، من استضافة العديد من المشاركين الفلسطينيين، الذين مُنعوا من الحضور بسبب نظام التصاريح والحواجز ونقاط التفتيش الذي تفرضه إسرائيل.

### قلنديا 2016
أقيمت النسخة الثالثة والأخيرة من معرض قلنديا الدولي في الفترة من 5 إلى 30 أكتوبر 2016 تحت عنوان «هذا البحر لي». تناول البرنامج موضوعات المنفى والعودة، وقد انطلق مع 15 معرضاً افتتاحياً و80 حدثاً، في حيفا وغزة والقدس ورام الله والبيرة وبيت لحم وبيروت وعمان ولندن. ومن بين المؤسسات المشاركة مؤسسة عبد المحسن القطان، وحوش الفن الفلسطيني، ومؤسسة المعمل للفن المعاصر، وجمعية الثقافة العربية، ودار الكلمة، ودار النمر، ودارة الفنون، ومجموعة التقاء، والأكاديمية الدولية للفنون – فلسطين، ومركز خليل السكاكيني الثقافي، ومشاريع من راسي، ومجموعة نهضة فلسطين، وبلدية رام الله، ورواق مركز المعمار الشعبي، وشبابك للفن المعاصر، والمتحف الفلسطيني. امتدت البرامج عبر مجموعة من المحافل، بما في ذلك، بالإضافة إلى الشركاء الرئيسيين لمعرض قلنديا؛ مركز الطفل الفلسطيني ومركز الأنشطة الشبابية في مخيم شعفاط للاجئين (القدس)، ومخيم الدهيشة للاجئين (بيت لحم)، ومجمع رام الله الترفيهي، وجامعة بيرزيت، والحديقة الوطنية الفلسطينية وغيرها. وتضمنت البرامج معرضاً فردياً بعنوان «يا حوت لا توكل قمرنا» للفنانة جمانة إميل عبود في مركز خليل السكاكيني الثقافي في رام الله. نُشر كتالوج المعرض الكامل عبر الإنترنت لقلنديا 2016، «هذا البحر لي»، عبر منتدى إبراز في أكتوبر 2016.